# 横塚眞己人
横塚 眞己人(よこつか まこと、1957年 - ）は、神奈川県横浜市出身の写真家である。日本写真家協会会員。

## 概要
大学卒業後、雑誌「マリンダイビング」の編集者を経て、1982年フリーランスの写真家となる。今まで誰も撮ったことのないイリオモテヤマネコの親子写真に挑戦するため、1985年より沖縄県の西表島に移り住む。以後イリオモテヤマネコを求めフィールドワークを続け、1990年に念願の親子の撮影に成功する。後にナショナルジオグラフィック日本版創刊号に掲載された。イリオモテヤマネコと並行して”生命のつながり”をテーマに幅広い撮影活動を続ける。1994年、西表島での撮影活動に一区切りをつけ、横浜に引き上げる。
2003年5月、毎日放送『情熱大陸』に出演。
2016年、『ゆらゆらチンアナゴ』で第21回日本絵本賞受賞。
現在は「林冠」をテーマにボルネオ島の熱帯雨林へ精力的に通い詰め、樹上50メートルの世界にレンズを向けている。

## 関連サイト・出典
- 横塚眞己人official website